# 第1次ピール内閣

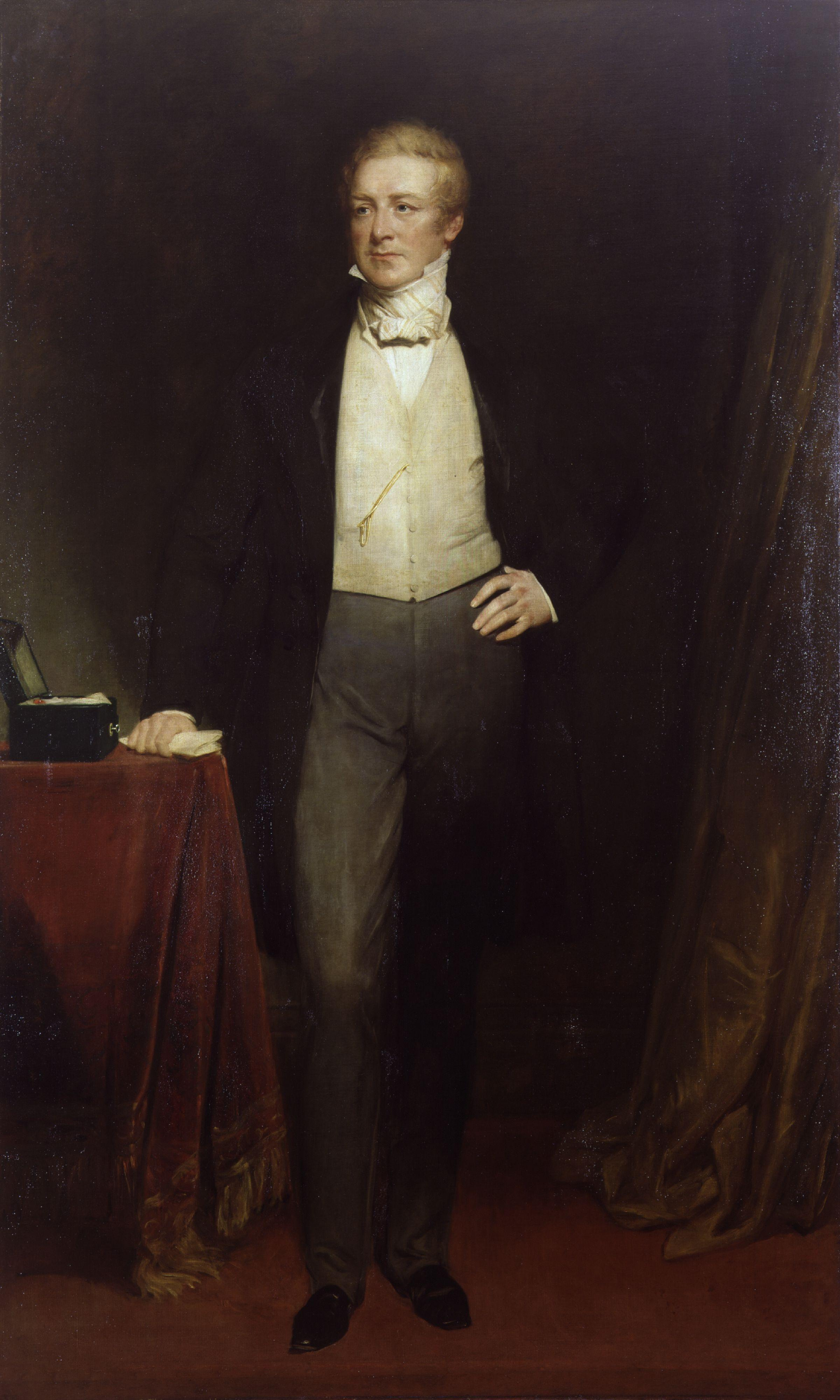
サー・ロバート・ピール

第1次ピール内閣（だいいちじピールないかく、英語: First Peel ministry）は、1834年12月から1835年4月まで存在したイギリスの内閣の一つ。第2代準男爵サー・ロバート・ピールが首相を務めた。

## 概要
国王ウィリアム4世は第2代メルバーン子爵を罷免した後、保守党の初代ウェリントン公爵に組閣の大命を降した。しかしウェリントン公爵はこれを拝辞し、代わりとしてサー・ロバート・ピール準男爵を首相に推挙した。この時ピールはイタリア旅行中だったため、帰国までの中継ぎ役としてウェリントン公が首相職を引き受けた（ウェリントン公爵暫定内閣、1834年11月-12月）。
12月に帰国するとピールはウェリントン公から首相職を引き継ぎ、内閣を成立させた。国王の意向を受けたピール首相は12月30日に議会を解散し、1835年初頭に解散総選挙を実施した。保守党はある程度議席数を増やしたが、これを受けてホイッグ党党首メルバーン子爵は野党の共闘態勢を強化。その結果4月のアイルランド教会税法案採決で与党は敗北し、内閣は総辞職を余儀なくされた。メルバーン子爵が後継内閣を成立させた。

## 内閣

### 閣内大臣
1834年12月 – 1835年4月
| 役職                               | 肖像 | 氏名                               |
| ---------------------------------- | ---- | ---------------------------------- |
| 第一大蔵卿 財務大臣 庶民院院内総務 |      | サー・ロバート・ピール準男爵       |
| 大法官                             |      | 初代リンドハースト男爵             |
| 枢密院議長                         |      | 第2代ロスリン伯爵                  |
| 王璽尚書                           |      | 初代ウォーンクリフ男爵             |
| 内務大臣                           |      | ヘンリー・ゴールバーン             |
| 外務大臣 貴族院院内総務            |      | 初代ウェリントン公爵               |
| 陸軍・植民地大臣                   |      | 第4代アバディーン伯爵              |
| 海軍大臣                           |      | 第2代ドゥ・グレイ伯爵              |
| 軍需総監                           |      | サー・ジョージ・マレー             |
| 商務庁長官 造幣局長官              |      | アレグザンダー・ベアリング         |
| インド庁長官                       |      | 初代エレンボロー伯爵               |
| 陸軍支払総監                       |      | サー・エドワード・ナッチブル準男爵 |
| 戦時大臣                           |      | ジョン・チャールズ・ヘリーズ       |

## 参考
- C. Cook and B. Keith, British Historical Facts 1830–1900